# Ramon de Barberà
Ramon de Barberà (Reus, 1213 - Tarragona, segle xiii) va ser eclesiàstic i diplomàtic.
De la nissaga dels Barberà, que des d'inicis del segle xiii eren senyors del Burgar i de Blancafort, i amb residència a Reus, va ser nebot del bisbe Guillem de Barberà i del també bisbe Bernat Calbó. Des del 1218 va tenir la dignitat de sagristà a la Seu de Tarragona, una dignitat que es conferia als canonges, i després va ser Cambrer de Reus. El Cambrer tenia una tercera part de la Senyoria de Reus, la residència al Castell i la totalitat de la senyoria i els delmes pel que fa al terme parroquial. Va ser Cambrer de Reus el 1243, al morir Bernat de Boixadors, però a principis de 1244, quan Benet de Rocabertí va portar els plets contra l'arquebisbe de Tarragona a Roma, es va veure obligat a deixar la cambreria, que a finals d'any va recuperar. Ramon de Barberà va haver de seguir lluitant al costat de l'arquebisbe Pere d'Albalat per a poder mantenir aquesta dignitat davant dels interessos de Benet de Rocabertí, i finalment va perdre i va haver d'abandonar definitivament la cambreria el 1246. L'historiador reusenc Andreu de Bofarull explica que va ser conseller d'Alfons el Franc que l'envià a Roma el 1286 en una ambaixada a negociar la pau amb el Papa Honori IV. Se li atribueixen uns comentaris al Decret de Gracià i uns escolis al Digest